# Pouébo
Pouébo (en langue Caac : Pweevo) est une commune française de Nouvelle-Calédonie, au nord-est de la Grande Terre en Province Nord, à environ 35 km de Ouégoa, à 440 km de Nouméa par Koumac, et 40 km au nord de Hienghène.
La commune fait partie de l'aire coutumière Hoot ma Waap.

## Géographie
Le mont Colnett est le point culminant de la commune avec une altitude de 1 505 mètres.
Les paysages sont magnifiques : lagon, montagne, vallées, avec cascades, plaine côtière luxuriante, jardins kanak, exceptionnelle mangrove de Mazedet, en plein cœur de la "Zone côtière Nord et Est", inscrite sur la liste du Patrimoine mondial de l’UNESCO.

## Histoire

### Premier contact
Le premier contact entre des Européens et des Kanak a lieu à environ 13 km au nord, à Balade : James Cook accoste en 1774. 

### 1847-1853
Au même endroit commence l'évangélisation catholique de la Nouvelle-Calédonie, avec le débarquement (du navire Le Bucéphale) de la mission d'Amata (nom d'un évêché antique disparu) le 20 décembre 1843. Guillaume Douarre est nommé en 1843 coadjuteur de Pierre Bataillon, responsable du vicariat d'Océanie Orientale. Guillaume Douarre, entouré du père Rougeyron et des frères Blaise Marmoiton, Gilbert Roudaire et Jean Taragnat, célèbre sa première messe le 25 décembre 1843 en tant qu'évêque d'Amata sur la plage de Mahamate sous un banian qui existe encore actuellement. Blaise Marmoiton y connaît une fin tragique le 19 juillet 1847. L'église de Balade retrace à travers ses vitraux la vie de cette mission mariste, qui va jouer un rôle primordial de régulation sociale dans tout le Grand Nord et jusqu'aux îles Belep. La tombe de Blaise Marmoiton est visible à deux pas de l'église. La cause de sa béatification a été introduite en 1919. Le vicariat de Nouvelle-Calédonie devient indépendant en 1847. Un procès-verbal des événements de 1847, à Balade et à Pouébo, se trouve dans l'ouvrage du religieux Verguet (1854).
Les religieux introduisent dès 1847 le porc et divers végétaux : vigne, figuier, pêcher, olivier, cerisier, néflier du Japon, papayer, chou, rave, oignon, tomate, aubergine, pomme de terre, canne à sucre… 
La mission de Balade se réfugie à Pouébo, et repart avec les militaires de La Brillante qui les emmène à l'île des Pins. Le Grand Chef de Pouébo, Hippolyte Bonou, se convertit au christianisme catholique et invite Monseigneur Douarre à venir s'installer à Pouébo. Il y meurt en avril 1853.

### 1853
Dans cette même rade de Balade, le 24 septembre 1853, le navire Le Phoque, voilier à vapeur, avec 123 personnes à bord, amène le contre-amiral Auguste Febvrier Despointes qui prend officiellement possession de la région, et plus globalement de la Nouvelle-Calédonie, au nom de la France et de l'empereur des Français, avant de repartir... pour l'île des Pins.

### 1863
En 1863, Émile Lozeron, découvre un peu de poudre d'or dans les alluvions d'une rivière, près de Pouébo. Durant un an, des prospecteurs arrivent d'Australie, puis repartent. Plus loin, à Ouégoa, John Higginson rachète la mine Fern-Hill, qui produit de l'or pendant quatre ans.

### 1864-1945
- 1866 : Arrestation, suspension et déportation à l'Île des Pins du hef Hippolyte Bonou, pour avoir protesté contre l'occupation des terres de Muenbeng et avoir déclaré refuser tout nouveau colon,
- 1867 : L'affaire Pouébo, aliénation de terres kanak, violences kanak, assassinat de Bailly et Venturini, attaque d'installations (Bertrand-Delrieu, Déméné, Henry, etc), zone Nord (Boivon, Tchambène, Oubatche) en révolte, expédition de représailles (sous-lieutenant Tonnot),
- 1867 : Tribunal militaire, neuf ou dix (tribu des Mulébés) sont guillotinés, devant l'église, après l'office (Pidjo, 2003), dont le chef Napoléon Warébat, pour incapacité à maîtriser son peuple. Pacte d'alliance de chefs contre la présence militaire française, d'où internement du chef Cohima, chef des Tendianous-Ouebia (allié aux chefs Paulaoma (Maloumes), Goa et Boula (des Païacs) et Moueaou-Boualoa-Poguili (des Counéga))[2],[3]. Attaque de Poingouesse.
- 1870 : Création de la réserve, sur 2224 hectares.
- 1878 : La grande révolte kanak de 1878 touche particulièrement la région. Le chef Cohima malade cède la chefferie à son frère Djéoma, plus accommodant.
- 1879 : L'emplacement de la guillotine, à Ouvanou, et les noms des guillotinés est encore rappelé aux enfants.
- 1917 : Révolte kanak de 1917
- 1939-1945 : lors de la Seconde Guerre mondiale, l'aviso Chevreuil, des Forces navales françaises libres, est envoyé en Nouvelle-Calédonie, par le commandant de la Marine dans le Pacifique, le capitaine de frégate Cabanier, pour des missions de maintien de l'ordre. Commandé par l'enseigne de vaisseau Fourlinnie, il fait un passage à Pouébo entre le 10 et le 13 décembre 1941[4].

## Administration et politique
Pouébo est un bastion traditionnel de l'Union calédonienne (UC), l'une des principales composantes du Front de libération nationale kanak et socialiste (FLNKS) depuis 1984. C'est également l'une des communes où le Parti travailliste, créé en 2007 comme bras politique du syndicat indépendantiste et anticapitaliste de l'Union syndicale des travailleurs kanaks et des exploités (USTKE). Aux élections municipales de mars 2008, la liste travailliste de Rock Doui est arrivée en tête (de peu) avec 382 voix (34,54 %, 7 conseillers municipaux sur 19) contre 368 (33,27 %, 6 élus) à l'UC du maire sortant Joseph Pada et 356 (32,19 %, 6 sièges) au Parti de libération kanak (Palika, autre composante du FLNKS) de Lionel Eymard Tiavouane. Le Palika et l'UC se sont alors alliés, au nom du FLNKS, pour maintenir Joseph Pada dans son fauteuil de premier magistrat et pour faire obstacle au Parti travailliste. 
Le 21 mai 2010, tous les élus travaillistes et du Palika démissionnent, entraînant l'organisation d'un nouveau scrutin le 29 août suivant : la formation de Rock Doui améliore encore son résultat (442 votes, soit 40,1 % des suffrages et 8 conseillers sur 19), tout comme l'UC (cette fois-ci tirée par Robert Nunewaie, mais toujours avec Joseph Pada comme candidat au poste de maire, 429 voix et 39 %, soit 7 élus) tandis que le Palika (dirigé alors par André-Lucien Pillot) s'effondre (à 230 bulletins et 20,9 %). Joseph Pada finit une nouvelle fois par être réélu maire le 10 septembre suivant, au 3e tour de scrutin, grâce une nouvelle fois au ralliement du Palika à sa candidature.   
Lors des élections municipales des 23 et 30 mars 2014, les premières à se dérouler en deux tours dans la commune, Joseph Pada décide de ne pas briguer de nouveau mandat de maire, laissant la place à Jean-Baptiste Dalap pour mener la liste de l'UC : celle-ci maintient sa prédominance dans la commune au premier tour avec 499 voix et 37,8 % des suffrages, tandis que les travaillistes de Rock Doui ne réitèrent pas leurs exploits précédents avec seulement 273 votes (20,68 %). Pour sa part, le Palika est parti divisé avec deux listes, celle officielle de Rodrig Tiavouane qui totalise 265 bulletins (20,08 %) et se maintient au second tour, et celle dissidente de André-Lucien Pillot qui arrive dernier avec 126 voix (9,55 %). Enfin, l'ancien maire UC puis FCCI Jean-Marc Pidjo, qui avait été battu en 2001 par Joseph Pada, mène une liste qui obtient 157 suffrages (11,89 %) et qui fusionne pour le deuxième tour avec celle du Parti travailliste de Rock Doui. Au second tour, dans une triangulaire, la liste UC l'emporte avec 666 voix et 46,15 % pour 14 sièges sur 19, contre 510 (35,34 %) et 3 élus à l'alliance entre Rock Doui et Jean-Marc Pidjo et 267 (18,5 %) pour 2 sièges au Palika de Rodrig Tiavouane. 
Aux élections municipales des 15 mars et 28 juin 2020, l'investiture de l'Union calédonienne est retirée à Jean-Baptiste Dalap, qui décide toutefois de se représenter de façon dissidente, pour être donnée à Florentin Dedane. Au 1er tour, celui-ci arrive en tête avec 404 voix et 31,76 % des suffrages, devant le maire sortant qui totalise pour sa part 343 votes (26,96 %). Le Palika, en revanche, part pour sa part uni sous la conduite de Rodrig Tiavouane qui améliore donc son score avec 326 bulletins pour 25,62 % des voix. Et, cette fois, la FCCI, sous la conduite d'Higiné Pidjo, s'allie au Parti travailliste de Rock Doui : ensemble, ils ferment la marche avec 199 suffrages (15,64 %). Au lendemain de ce premier vote, le second tour est reporté au niveau national en raison de la pandémie de Covid-19 et ne peut finalement se tenir que le 28 juin 2020, les quatre listes du premier tour se maintenant toutes. Florentin Dedane y conforte son avance, étant le seul candidat à voir son score augmenter en étant choisi par 531 électeurs (42,24 %), ce qui lui fait gagner 14 des 19 sièges et donc le fauteuil de maire le 3 juillet suivant. Suivent assez loin derrière Rodrig Tiavouane pour le Palika (296 votes, 23,54 %, 2 élus), la liste du maire sortant Jean-Baptiste Dalap qui n'arrive finalement qu'en troisième position (290 voix, 23,07 %, 2 conseillers municipaux) et celle d'Higiné Pidjo (140 suffrages, 11,13 %, 1 siège).
| Période                                  | Période  | Identité              | Étiquette                   | Qualité |
| ---------------------------------------- | -------- | --------------------- | --------------------------- | ------- |
| 1961                                     | 1971     | Lucio Pidjot          | UC                          |         |
| 1971                                     | 1989     | Austien Dalap-Touyada | UC puis FI-UC puis FLNKS-UC |         |
| 1989                                     | 1995     | Francis Dalap         | FLNKS-UC                    |         |
| 1995                                     | 2001     | Jean-Marc Pidjo       | FLNKS-UC puis FCCI          |         |
| 2001                                     | 2014     | Joseph Pada           | FLNKS-UC                    |         |
| 2014                                     | 2020     | Jean-Baptiste Dalap   | FLNKS-UC                    |         |
| 2020                                     | En cours | Florentin Dedane      | FLNKS-UC                    |         |
| Les données manquantes sont à compléter. |          |                       |                             |         |

## Démographie
L'évolution du nombre d'habitants est connue à travers les recensements de la population effectués dans la commune depuis 1956. À partir de 2006, les populations légales des communes sont publiées annuellement par l'Insee, mais la loi relative à la démocratie de proximité du 27 février 2002 a, dans ses articles consacrés au recensement de la population, instauré des recensements de la population tous les cinq ans en Nouvelle-Calédonie, en Polynésie française, à Mayotte et dans les îles Wallis-et-Futuna, ce qui n’était pas le cas auparavant. Ce recensement se fait en liaison avec l'Institut de la statistique et des études économiques (ISEE), institut de la statistique de la Nouvelle-Calédonie. Pour la commune, le premier recensement exhaustif entrant dans le cadre du nouveau dispositif a été réalisé en 2004, les précédents recensements ont eu lieu en 1996, 1989, 1983, 1976, 1969, 1963 et 1956.
En 2019, la commune comptait 2 144 habitants, en diminution de 12,56 % par rapport à 2014 (Nouvelle-Calédonie : +0,98 %).
| 1956  | 1963  | 1969  | 1976  | 1983  | 1989  | 1996  | 2004  | 2009  |
| ----- | ----- | ----- | ----- | ----- | ----- | ----- | ----- | ----- |
| 1 294 | 1 388 | 1 472 | 1 782 | 1 503 | 2 242 | 2 352 | 2 381 | 2 416 |

| 2014  | 2019  | - | - | - | - | - | - | - |
| ----- | ----- | - | - | - | - | - | - | - |
| 2 452 | 2 144 | - | - | - | - | - | - | - |

## Tribus
- Aire coutumière Hoot ma Waap
  - District Balade : St Denis Balade, St Gabriel Balade, St Paul balade, Ste Marie Balade
  - District Pouébo : Saint Adolphe, Saint Denis Pouébo, Saint Ferdinand, Saint Gabriel Pouébo, Saint Joseph, Saint Louis, Sainte Marie Pouébo, Tchamboène, Yambé
  - District Le Djao : Diahoué, Colnett, Paalo, Temeline (depuis 2010)

## Économie
La banane est une production importante de la polyculture vivrière traditionnelle pratiquée dans les tribus de Pouébo. 
Elle est à l'origine d'un plat local, le Mwata (à base de banane vertes et mûres et de lait de coco, le tout enveloppé dans une feuille de bananier qui protège les ingrédients au cours de la cuisson), et revêt un caractère fortement identitaire pour les habitants de Pouébo. 
Chaque année depuis 1997, en octobre, sont organisées les « Journées Mwata consacrées à ce fruit et à ses préparations culinaires, avec de nombreuses animations des seize tribus.

## Personnalités
- Chefs
  - Bwéon (Buéhone), Grand chef de la grande chefferie Téâ Puma, anti-catholique, fusillé le 30 décembre 1858,
  - Hippolyte Bonou (vers 1850), pro-catholique, arrêté en 1866, suspendu, déporté à l'Île des Pins, pour avoir protesté contre l'occupation des terres de Muenbeng,
  - Famille Pidjot
- Musiciens
  - Waan (Racines), groupe de musique kanéka, dont un des premiers titres est Ouvanou (emplacement d la guillotine),
- Religieux
  - Guillaume Douarre
  - Père Gagnère

## Culture locale et patrimoine

### Lieux et monuments
- Église Saint-Austremoine de Pouébo.

- Fête annuelle de la banane, en octobre, avec les Journées Mwata (spécialité culinaire à base de banane et de coco), animations traditionnelles par les seize tribus réunies, avec courses de chevaux,
- Sculptures de la tribu protestante de Yambé (association Djéwéro, centre d'accueil et d'exposition-vente),
- Sculptures (bois et pierre-savon) des frères Wahoo, tribu de Tao, et de nombreux autres, avec stand de bord de route,
- Initiations : pêche, tressage /vannerie, sculpture, mwata,
- Lagons, plages, sports nautiques,
- Randonnées pédestres et kayak, sentier écotouristique de Mazé Dét (mangrove),
- Réserve botanique du mont Panié, et cascade de Tao,
- Restaurant d'application du LP Gabriel-Rivat, en période scolaire, sur réservation,
- Route de Pouébo à Hienghene, cascade de Colnett, et autres cascades, bac de la Ouaïème, vallée de la Tanghène,

## Repères routiers

### Sud-est, versHienghene, RMP 6
- pont, RMP6 vers Saint-Denis,
- Pouébo est, mairie, bibliothèque, dispensaire, église, plage, (village éclaté, mal signalé),
- Bâtiment Multi-Services (Pharmacie)
- pont métallique sur l'Oueb,
- Cêbwên,
- Tchambouenne, cocoteraie,
- Oubatche, grand récif de la Seine, où La Seine s'est échouée,
- Yambé, cocoteraie,
- Dia Houé,
- Wélic,
- Paalo,
- vallée de la Weina, relais de Ouané Batch (en contrebas), snack des cascades, magasin Hipolyte
- Cap Colnett, cocoteraie, cascade du mont Colnett (Pwe-Weina), Paalo, récif Colnett, plage,
- Lé Wé Wa,
- Panié, Wayem, cascade de Tao ...

### Nord-ouest, versKoumac, RPN 10 puis RPN 7
- commune de Pouébo
  - Pouébo centre
  - pont, RM6 vers Saint-Denis, mont Mandjélia (785 m)
  - M8 vers Saint-Matthieu,, plage, camping, pointe, grand récif Pouma,
  - pont sur Pwi Rénée, cocoteraie, Janisel Ouan,
  - pont PWa Yogac, cocoteraies : Saint-Paul, Saint-Gabriel, Sainte-Marie, Saint-Louis,
  - Balade, église Saint-Denis, vitraux, monument au rattachement à la Franceen 1853 (amiral Auguste Febvrier Despointes),
  - pont, RPN7, cocoteraie, plage de sable blanc de Mahamate / Maamat (2 km), banian de la première messe de Noël 1843,
  - tombeau de Hoan de Kermadec,
  - sortie nord vers Amos, cocoteraie, route de Pam (réserve de faune),
  - rivière, vallée, col (375 m), route en réfection en avril 2016 (sur 5 km, vers Ouégoa),
- commune de Ouégoa
  - Ouégoa, vallée du Diahot,
  - route secondaire vers Paraoua, Poinboua, (Mangelia,)
  - route secondaire vers Tiari, pointe Nandiarane, Pam (réserve), île Pam, île Balabio,
  - route secondaire vers Mérétrice, Bwalayet, anciennes mines (or, cuivre), Arama,
  - route secondaire vers Manghine Saint-Ferdinand,
  - route secondaire RM3 et RM4 vers Bondé, mairie, dispensaire, collège, Ouénia, Ouéné, Oueholle, Tilwit, Ouemou, Pagu, Paimboas, Bouléas,
  - pont, route RM5 Ballagham et la Limite,
  - marais de Ballagham,
  - col du Grand Crève-cœur, col du Petit Crève-cœur,
  - sortie vers col de Koumac,
- commune de Koumac
  - Vallées de la Roche, des Palmiers, des Piquants,
  - le Pain de Sucre, mine Étoile du nord, la Roche Percée,
  - Les trois Creeks, la vallée de la Haute-Néhoué,
  - RPN1, Chagrin, vallée de Chagrin vers Poum,
  - vers Pago, route du Pont des Catholiques,
  - Plateau des Lutteurs, Karaâk, Paop,
  - Koumac aérodrome,
  - Koumac centre.